# Martin Hengel
Martin Hengel (14. prosince 1926 Reutlingen – 2. července 2009 Tübingen) byl německý evangelický teolog a novozákonní badatel. V letech 1972–1992 působil na Univerzitě v Tübingenu, kde založil Institut pro starověký judaismus a helénská náboženství, který je odborníky z celého světa vyhledávaným centrem novozákonního bádání.

## Hengel jako novozákoník
Hengel byl odborníkem na dějiny raného židovství v době Nového zákona a zabýval se především vlivy helénismu na palestinské židovství. Poukazoval na to, jak se židovství a helénismus navzájem komplexně ovlivňovaly, a korigoval přitom některé postoje nábožensko-dějinné školy, zejména teze Rudolfa Bultmanna. Zkoumal též vliv helénismu a judaismu na počátky křesťanství.
Jako vědec, který se dočkal širokého uznání, si mohl dovolit pronášet kritické úsudky ohledně některých tendencí v novozákonním bádání. Posuzoval poměrně skepticky např. přílišnou koncentraci bádání na Nový zákon, který nepředstavuje nijak zvlášť rozsáhlé dílo: „(Hyper-)specializace na sbírku spisů, která čítá 680 stran, není příliš účelná, dovedlo nás to do labyrintu hypotéz, z něhož často jen těžko hledáme cestu ven.“
Hengel zastával názor, že názvy evangelií („Evangelium podle Marka“ atd.) jsou původní, neboť dodatečné zavedení jmen jejich autorů by se sotva prosadilo jednotně tak, jak je obsahují nalezené rukopisy. S představou takového dodatečného zavedení názvů vznikl „nehistorický strašák, který dodnes mate hlavu exegetům“. Hengel též zpochybnil existenci Sbírky logií Q. Měl za to, že pramen Q se sám stal moderním pseudovědeckým mýtem. Namísto toho razil tezi, že Matoušovu evangeliu bylo předlohou Lukášovo evangelium, ale zároveň tvrdil, že model pouhé literární závislosti nemůže dát na tzv. Synoptickou otázku odpověď. Odmítl také některé další tendence, např. teorii o tzv. nemesiášském Ježíši, nebo přeceňování Tomášova evangelia.
Pokud jde o dataci evangelií, Hengel zastával jejich pozdější vznik: Marek 69-70, Lukáš 75-80, Matouš 90-100, Jan 100-105 po Kr.

## Dílo

### Vyšlo v češtině
- Evangelista Lukáš. První křesťanský dějepisec (1994).

### Výběr z díla M. Hengela
- Die Zeloten. Untersuchungen zur jüdischen Freiheitsbewegung in der Zeit von Herodes I. bis 70 n. Chr. Tübingen 2011 (= WUNT 283).
- Judentum und Hellenismus: Studien zu ihrer Begegnung unter besonderen Berücksichtigung Palästinas bis zur Mitte des 2. Jahrhunderts vor Christus. Tübingen 1967 (= WUNT 10).
- Nachfolge und Charisma. Eine exegetisch-religionsgeschichtliche Studie zu Mt 8,21 f. und Jesu Ruf in die Nachfolge. Berlin 1968 (= BZNW 34)
- War Jesus Revolutionär? Stuttgart 1970 (Calwer Hefte 110).
- Eigentum und Reichtum in der frühen Kirche. Aspekte einer frühchristlichen Sozialgeschichte. Stuttgart 1973.
- Christus und die Macht. Die Macht Christi und die Ohnmacht der Christen. Zur Problematik einer Politischen Theologie in der Geschichte der Kirche. Stuttgart 1974.
- Der Sohn Gottes. Die Entstehung der Christologie und die jüdisch-hellenistische Religionsgeschichte. Tübingen 1975.
- Juden, Griechen und Barbaren. Aspekte der Hellenisierung des Judentums in vorchristlicher Zeit. Stuttgart 1976.
- Die Evangelienüberschriften. Sitzungsberichte der Heidelberger Akademie der Wissenschaften, Philosophisch-Historische Klasse 1984, 3. Heidelberg 1984.
- (společně s: Anna Maria Schwemer:) Königsherrschaft Gottes und himmlischer Kult. Im Judentum, Urchristentum und in der hellenistischen Welt. Tübingen 1991 (= WUNT 55).
- (red.) Paulus und das antike Judentum. Tübingen-Durham-Symposium im Gedenken an den 50. Todestag Adolf Schlatters (19. Mai 1938). Tübingen 1991. (= WUNT 58).
- Die johanneische Frage. Ein Lösungsversuch. Mit einem Beitrag zur Apokalypse von Jörg Frey. Tübingen 1993 (= WUNT 67).
- (red.) Die Septuaginta zwischen Judentum und Christentum. Tübingen 1994 (= WUNT 72).
- (red.) Schriftauslegung im antiken Judentum und im Urchristentum. Tübingen 1994 (= WUNT 73).
- Kleine Schriften. 7 svazků. Tübingen.
  - Sv. 1: Judaica et Hellenistica. Ve spolupráci s: Roland Deines aj. 2000.
  - Sv. 2: Judaica, Hellenistica et Christiana. 2002.
  - Sv. 3: Paulus und Jakobus. 2002.
  - Sv. 4: Studien zur Christologie. 2006.
  - Sv. 5: Jesus und die Evangelien. 2007.
  - Sv. 6: Studien zum Urchristentum. 2008.
  - Sv. 7: Theologische, historische und biographische Skizzen. 2010.
- (společně s: Anna Maria Schwemer:) Paulus zwischen Damaskus und Antiochien. Die unbekannten Jahre des Apostels. Tübingen 1998 (= WUNT 108).
- (společně s: Anna Maria Schwemer:) Der messianische Anspruch Jesu und die Anfänge der Christologie. Vier Studien. Tübingen 2001 (= WUNT 138).
- Der unterschätzte Petrus. Zwei Studien. Tübingen 2006.
- (společně s: Anna Maria Schwemer:) Jesus und das Judentum Tübingen 2007.
- Die vier Evangelien und das eine Evangelium von Jesus Christus. Studien zu ihrer Sammlung und Entstehung. Tübingen 2008 (= WUNT 224).
- Peter Kuhn (red.): Gespräch über Jesus. Papst Benedikt XVI. im Dialog mit Martin Hengel und Peter Stuhlmacher. Tübingen 2010.
- Claus-Jürgen Thornton (red.): Theologische, historische und biographische Skizzen. Tübingen 2010 (s úplnou bibliografií a oceněním díla Martina Hengela z pera Jörga Freye).